# Incident on and Off a Mountain Road
Incident on and Off a Mountain Road is een korte horrorfilm van regisseur Don Coscarelli uit 2005. Deze vormt het eerste deel uit de eerste serie van de filmreeks Masters of Horror. Het verhaal is gebaseerd op dat uit een kort verhaal van de Amerikaanse schrijver Joe R. Lansdale.

## Verhaal
Ellen rijdt met haar wagen over een weg door een afgelegen bosgebied, maar raakt afgeleid door de autoradio. Daardoor rijdt ze vol op een andere, stilstaande wagen en raakt ze bewusteloos. Wanneer ze bijkomt, gaat ze kijken naar de auto die ze heeft geraakt. Er zit niemand in, maar er loopt een bloedspoor van het raampje naar de vangrail langs de weg. Daarachter bevindt zich een afgrond. Ze ziet iemand omhoog klimmen en denkt dat het de andere bestuurder is. Eenmaal boven blijkt het niettemin een demonisch, mensachtig wezen, dat de andere bestuurster als zijn gevangene meesleept.
Ellen vlucht de bossen in met de demoon op haar hielen. Onder het rennen denkt ze aan haar ex-man Bruce, een extreme prepper. Zijn survivalfanatisme escaleerde tijdens hun tijd samen zodanig dat ze niet meer met hem kon leven en hem verliet. De tactieken en technieken die hij haar opdrong, komen haar nu niettemin goed van pas. Ze zet een aantal vallen die haar achtervolger op een paar flinke verwondingen komen te staan. Doordat een afgrond haar op zeker moment de pas afsnijdt, krijgt hij haar alleen toch te pakken.
Wanneer Ellen bijkomt, zit ze geboeid aan een paal in het hol van de demoon, midden in het bos. Om haar heen ligt het vol vrouwenlijken, allemaal met hun ogen verwijderd. Ook de bestuurster van de andere wagen zit gevangen in het hol, evenals een doorgedraaide man genaamd Buddy. Hij vertelt Ellen dat hij de demoon kent als Moonface, maar dat die bijnaam hemzelf razend maakt. Moonface kan niet tegen de manier waarop vrouwen naar hem kijken en boort daarom hun ogen uit. Daarna spijkert hij hun lijken aan stellages, die hij vervolgens rechtop op het terrein rond zijn rol zet.
Moonface komt binnen, bindt de andere bestuurster vast op een tafel en boort vervolgens haar beide ogen uit met een handmatige tafelboor. Nadat hij haar aan een stellage bevestigt, gaat hij die buiten neerzetten. Dit geeft Ellen de gelegenheid zichzelf te bevrijden. Wanneer Moonface terugkomt, slaat ze hem verschillende keren met een stuk hout, waardoor hij door het raam valt en zich vast moet grijpen aan een lap stof. Zodra die helemaal doorscheurt, verdwijnt hij in de diepte.
Ellen keert terug naar haar auto en maakt de kofferbak open. Daar blijkt het lijk van Bruce in te liggen. Toen ze hem vertelde dat ze hem verliet, verkrachtte hij haar. Daarop kreeg Ellen een riem te pakken en wurgde ze hem. Ze sleept zijn lijk vanuit de kofferbak mee het bos in. In de hut boort ze zijn ogen uit en maakt ze hem vast aan een stellage, die ze buiten bij alle anderen zet. Voor ze teruggaat naar haar auto, schiet ze Buddy nog dood.

## Rolverdeling
- Bree Turner - Ellen
- Ethan Embry - Bruce
- John DeSantis - Moonface
- Angus Scrimm - Buddy

## Trivia
- Bijrolspeler Angus Scrimm ('Buddy') had een hoofdrol in zowel de horrorfilm Phantasm als in deel twee, drie en vier daarvan, die Don Coscarelli ook allemaal regisseerde.